# Til Schneider
Til Schneider (* 1981 in Bergisch Gladbach) ist ein deutscher Fusion- und Jazzmusiker (Posaune, auch Sousaphon, Trompete, Komposition, Arrangement) und Musikproduzent.

## Leben und Wirken
Schneider wuchs im musikalischen Umfeld eines Pfarrhauses auf, wo er früh mit dem Singen begann und im Alter von sieben Jahren Klavier lernte. Erst im Alter von 17 Jahren entschied er sich dafür, Posaune zu lernen und spielte bald im kirchlichen Posaunenchor und einer lokalen Brassband. Nach seinem Abitur und einem Jahr Zivildienst entschied er sich für eine Ausbildung zum Tontechniker. Dann studierte er im Jazzstudiengang der Hochschule für Musik und Tanz Köln und gründete seine Brassband Brass Action Heroes.
Gemeinsam mit Lutz Streun bildete Schneider den Bläsersatz für verschiedene Bands wie Sindikaat, Dickes B, Coco Road Show, Pelemele, Paco Mendoza und Don Abi. Mit Streun und dem Schlagzeuger Sebastian Winne gründete er das Trio Three Fall, das seit 2009 vier Alben vorrangig mit seinen Kompositionen vorlegte und durch Russland, China, Japan, Korea, Zentralasien und Spanien tourte. Bei JazzBaltica 2014 trat Three Fall gemeinsam mit dem JazzBaltica Ensemble auf. Zudem ist er Mitglied im Rundfunk-Tanzorchester Ehrenfeld, mit dem er regelmäßig in Jan Böhmermanns ZDF Magazin Royale auftritt und mit diesem auch auf Tournee war.
Schneider produzierte Soul-, Reggae- und Hip-Hop-Musiker wie Fleur Earth, Rachel Scharnberg, Alice Francis, Raggabund, Doc Dondo, Mirko Polo, Akua Naru und Tim Plus. Mit seinem Tailormade Tonstudio hat er sich auf die Aufnahme von Blechblasinstrumenten spezialisiert. Als Studiomusiker arbeitete er für Acts wie Nena, Samy Deluxe, Die Toten Hosen, Gentleman, BAP, Dellé oder Kasalla.
Mit Three Fall gewann Schneider bei den Leverkusener Jazztagen 2009 den Future-Sounds-Wettbewerb.